# ژیرایر زورتیان
ژیرایر زورتیان (ارمنی: Ժիրայր Զորթեան؛ انگلیسی: Jirayr Zorthian ۱۴ آوریل ۱۹۱۱ – ۶ ژانویهٔ ۲۰۰۴) نقاش، و مجسمه‌ساز ارمنی‌تبار اهل ایالات متحده آمریکا بود.